# Lasioglossum calceatum
Lasioglossum calceatum là một loài Hymenoptera trong họ Halictidae. Loài này được Scopoli mô tả khoa học năm 1763.

## Hình ảnh

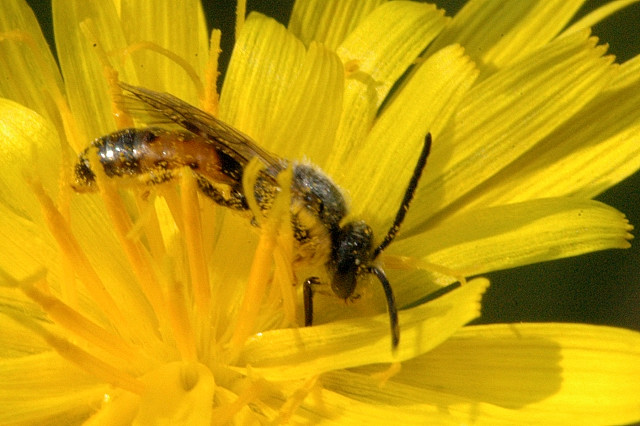
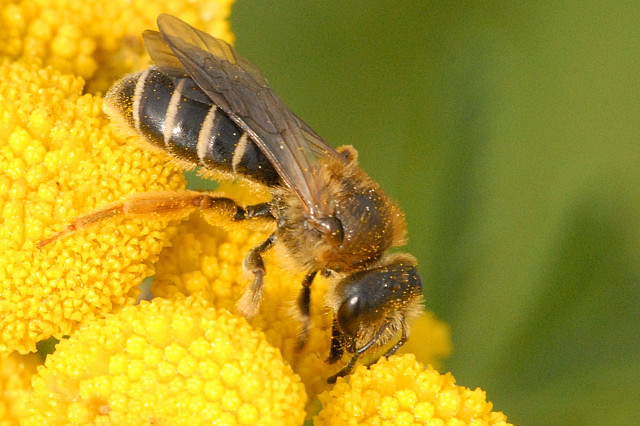
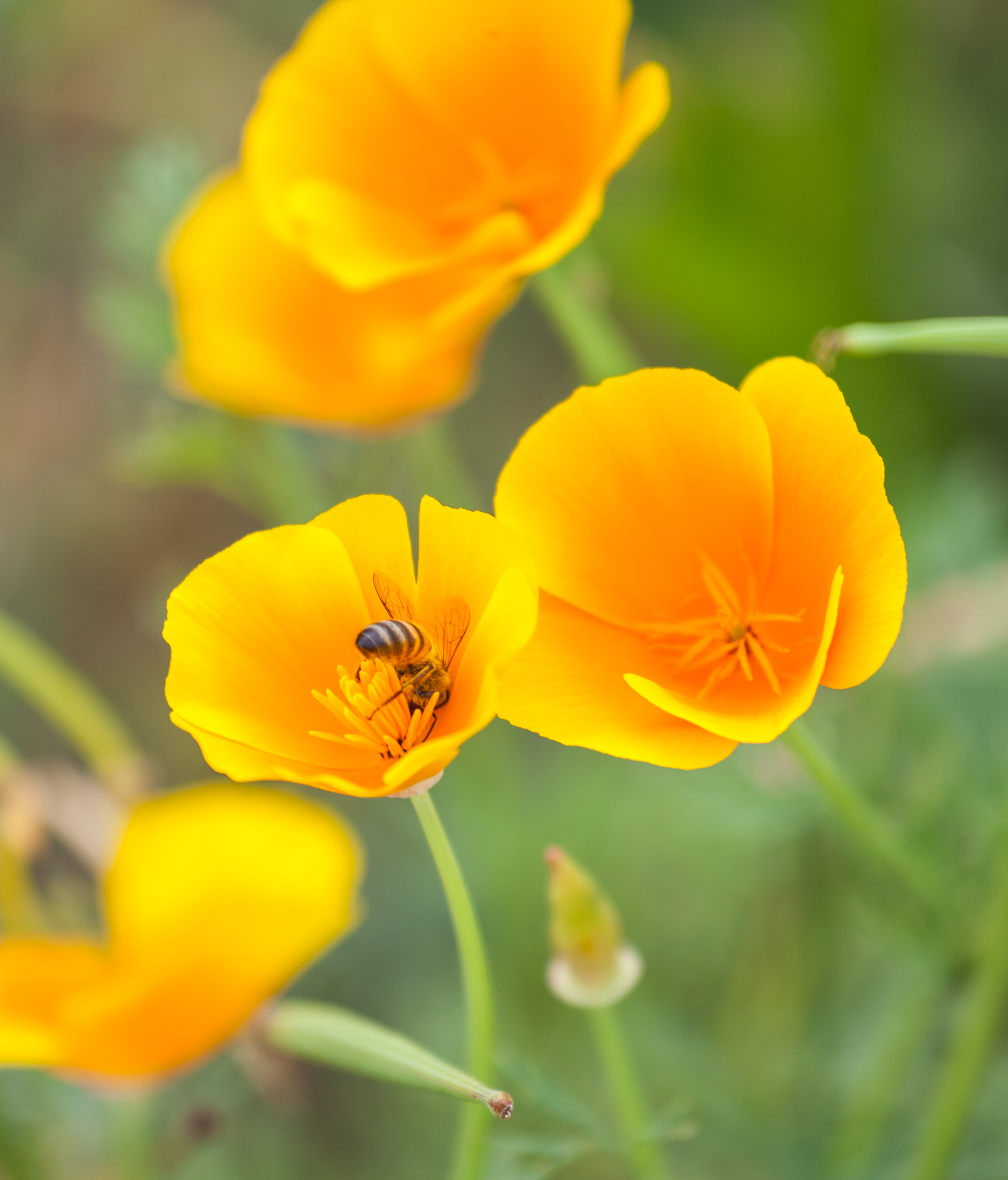
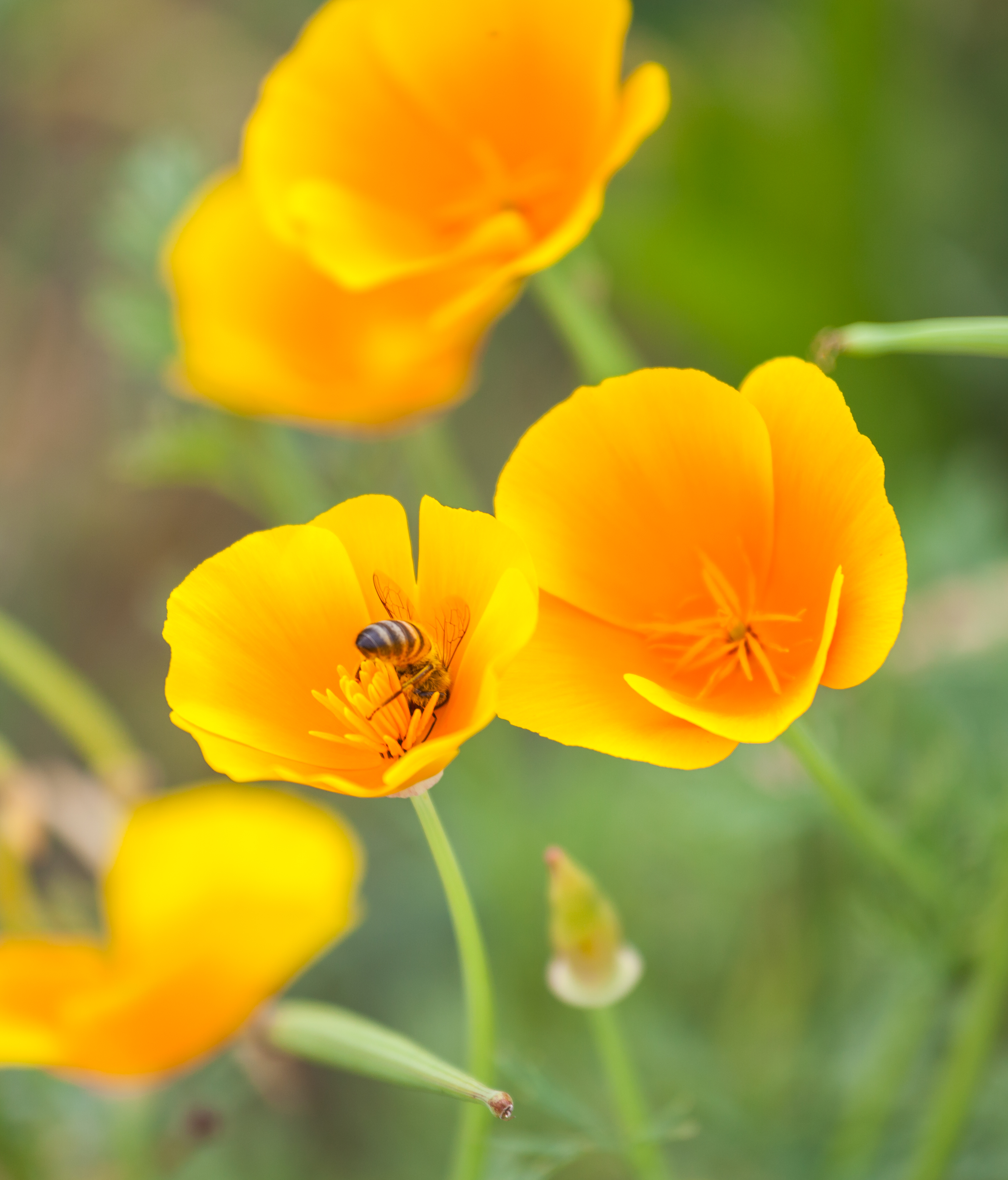